# 麦考利夫陨石坑
麦考利夫陨石坑（McAuliffe）是月球背面位于巨大的阿波罗环形山坑内东北的一座小撞击坑，其名称取自美国女教师，在1986年1月28日挑战者号航天飞机失事中罹难的七名乘员之一克里斯塔·麦考利夫（Christa McAuliffe，1948年－1986年），1988年被国际天文学联合会批准接受。

## 描述

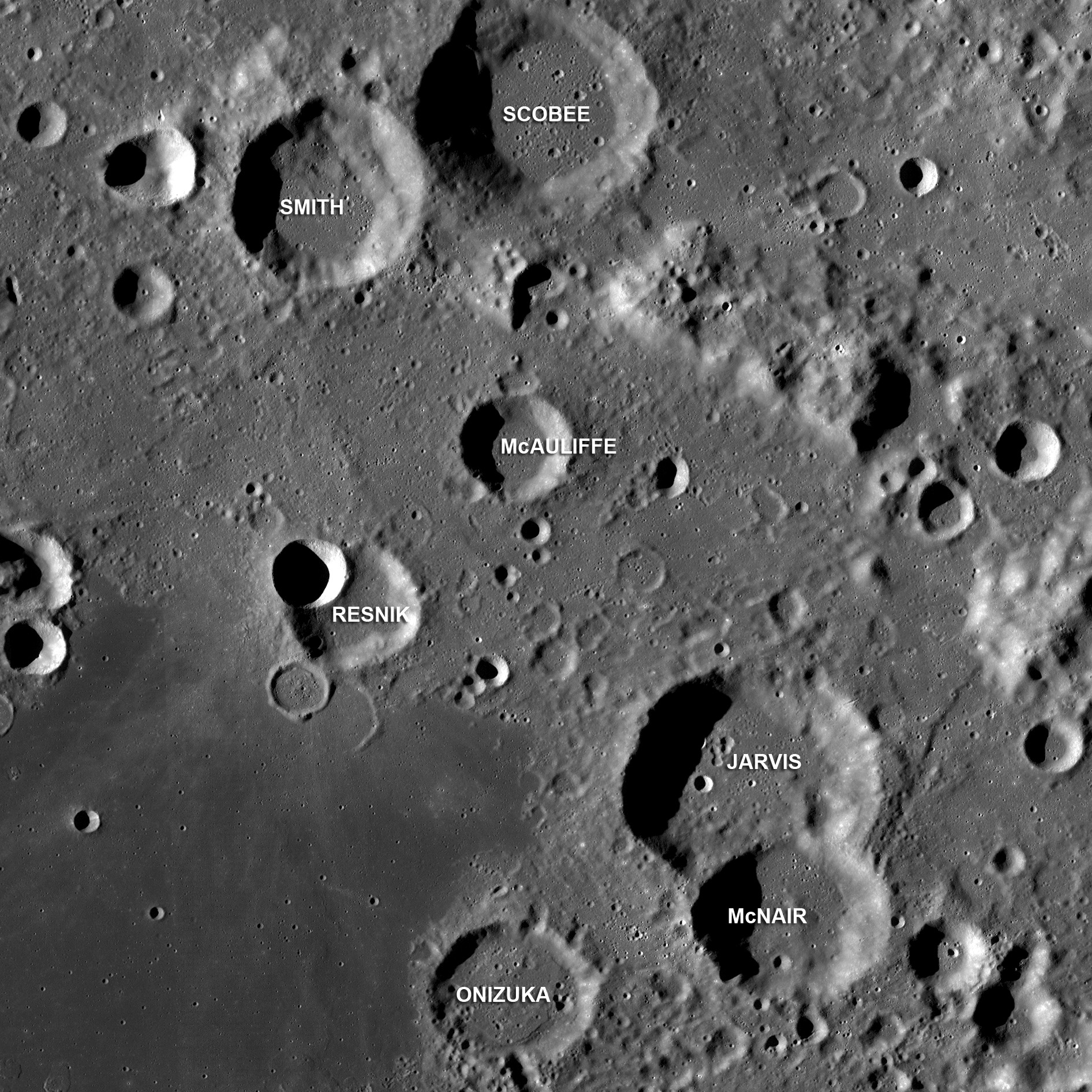
麦考利夫陨石坑的周边，月球勘测轨道飞行器拍摄。

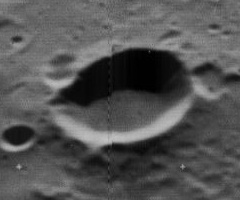
月球轨道器5号拍摄的斜视图

该陨坑位于阿波罗环形山内环里，西北及北面分别毗邻史密斯陨石坑和斯科比陨石坑，西南靠近蕾斯尼克陨石坑，贾维斯陨石坑则位于它的东南。该陨坑中心月面坐标为33°14′S 149°46′W / 33.24°S 149.77°W，直径19.11公里，深度约1.75公里。
麦考利夫陨石坑大体呈圆碗状，坑壁略有磨损，但环四周没有覆盖其它较醒目的撞击坑，陨坑壁沿尖峭清晰，内侧壁平整陡峭。坑壁最大高出周边地形770米，内部容积约217公里3。坑内地表较为平坦，除散布有一些细小的撞击坑外，没有其它醒目的地貌结构。
在1988年被国际天文学联合会更名前，该陨坑曾被称作卫星坑"博尔曼 Y"(所谓的“卫星坑标记法”：以所靠近的主坑名+字母来命名)。

## 另请参阅
- Andersson, L. E.; Whitaker, E. A. . NASA RP-1097. 1982.
- Blue, Jennifer. . USGS. July 25, 2007  [2007-08-05]. （原始内容存档于2019-12-05）.
- Bussey, B.; Spudis, P. . New York: Cambridge University Press. 2004. ISBN 978-0-521-81528-4.
- Cocks, Elijah E.; Cocks, Josiah C. . Tudor Publishers. 1995. ISBN 978-0-936389-27-1.
- McDowell, Jonathan. . Jonathan's Space Report. July 15, 2007  [2007-10-24]. （原始内容存档于2019-06-21）.
- Menzel, D. H.; Minnaert, M.; Levin, B.; Dollfus, A.; Bell, B. . Space Science Reviews. 1971, 12 (2): 136–186. Bibcode:1971SSRv...12..136M. doi:10.1007/BF00171763.
- Moore, Patrick. . Sterling Publishing Co. 2001. ISBN 978-0-304-35469-6.
- Price, Fred W. . Cambridge University Press. 1988. ISBN 978-0-521-33500-3.
- Rükl, Antonín. . Kalmbach Books. 1990. ISBN 978-0-913135-17-4.
- Webb, Rev. T. W.  6th revised. Dover. 1962. ISBN 978-0-486-20917-3.
- Whitaker, Ewen A. . Cambridge University Press. 1999. ISBN 978-0-521-62248-6.
- Wlasuk, Peter T. . Springer. 2000. ISBN 978-1-85233-193-1.